# Pohrebeni, Orhei
Pohrebeni este satul de reședință al comunei cu același nume  din raionul Orhei, Republica Moldova.
Localitatea a fost fondată în anul 1603. În secolul al XIX-lea a fost proprietatea moșierului Scarlat Harting. Biserica din sat cu hramul „Tuturor Sfinților” este monument ocrotit de stat și a fost ridicată în anul 1848.
Distanța până la centrul raional Orhei este 35 km, până la Chișinău 80 km. Lângă sat este amplasată rezervația peisagistică Pohrebeni.

## Galerie de imagini
Biserica „Tuturor Sfinților” din localitate

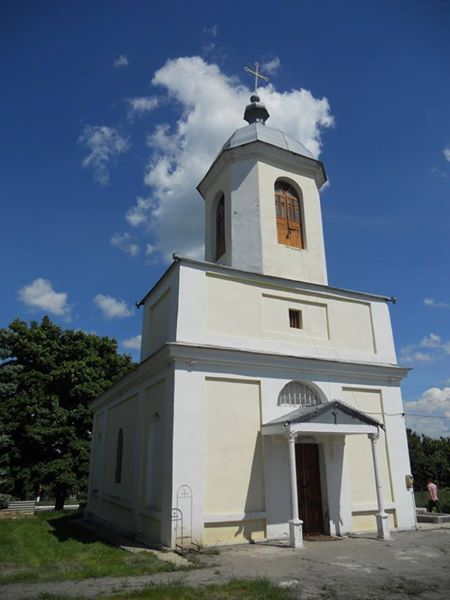
Biserica „Tuturor Sfinților” din localitate,  monument ocrotit de stat.
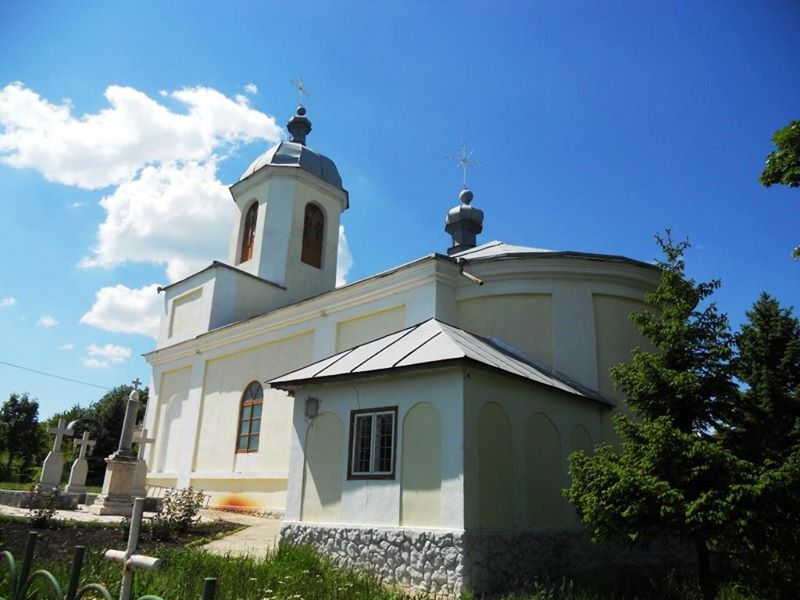
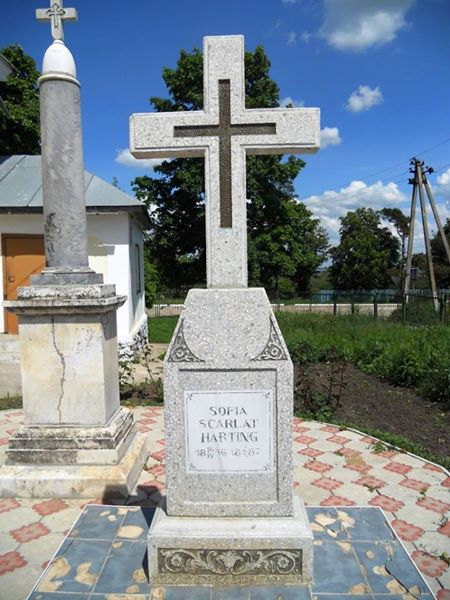
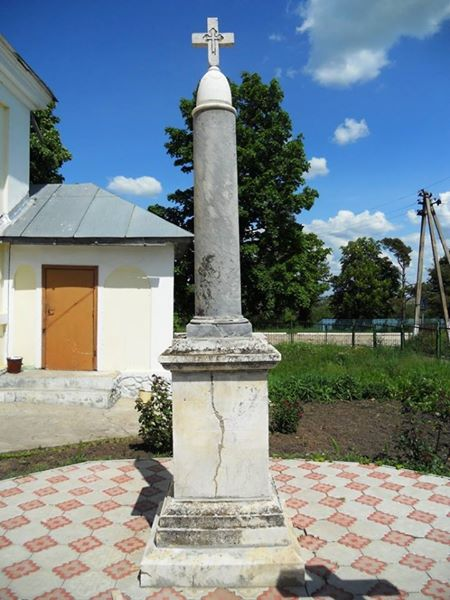